# Eucalyptus nitens
Espèce
Classification phylogénétique
Eucalyptus nitens est une espèce de plantes à fleurs du genre Eucalyptus et de la famille des Myrtaceae. C'est un arbre originaire du sud-est de l'Australie depuis l'est de la Nouvelle-Galles du Sud jusqu'au Victoria. Il pousse en lisière des forêts humides sur des terrains fertiles et dans des zones fraiches.

## Description
Eucalyptus nitens est un arbre à de grande taille atteignant 60 m au Victoria, à l'occasion 90 m de haut. L'écorce est persistante à le bas du tronc, gris à gris-brun, fibreuse-feuilletée, lisse au-dessus, blanc, gris ou jaune, se détachant en longs rubans. Les jeunes feuilles sont opposées, ovales à elliptiques, cordiformes, glauques et les feuilles adultes sont lancéolées, de 15 à 25 cm de long sur 1,5 à 2,5 cm de large, d'un vert brillant, concolores. L'inflorescence est composée de 7 fleurs, le pédoncule est aplati ou anguleux, long de 6 à15 mm. Les bourgeons sont sessiles, ovoïdes ou cylindriques, de 5 à 7 mm de long, de 3 à 4 mm de diamètre, la cicatrice circulaire de l'opercule extérieur est présente, la coiffe est conique, à angle aigu ou obtus, plus courte et aussi large que l'hypanthium. Le fruit est de forme cylindrique ou ovoïde, de 4 à 7 mm de long, de 4 à 6 mm de diamètre; le disque est déprimé et les valves fermées ou surmontées d'un anneau

## Usages
Eucalyptus nitens est l'une des espèces les plus plantées en Tasmanie avec Eucalyptus globulus et Pinus radiata (pin de Monterey). Le bois est principalement utilisé dans la construction mais on commence à l'utiliser dans l'ameublement où la décoration.